# Calixte Savoie
Pour les articles homonymes, voir Savoie (homonymie).
Calixte Savoie (1895-1985), était un homme d'affaires, un enseignant et un homme politique canadien du Nouveau-Brunswick. Il a épousé Albertine Soucy.

## Biographie
Calixte Savoie naît le 23 août 1895 à Bouctouche, dans la paroisse de Wellington, au Nouveau-Brunswick. Il fréquente l'école élémentaire de son village natal de 1901 à 1908, avant d'entrer au Couvent de l'Immaculée-Conception, où il est diplômé en 1912. Il obtient la même année un brevet d'enseignement de deuxième classe de l'École normale de Fredericton.
Calixte Savoie commence à enseigner dans le comté de Kent en 1913. Il est directeur de l'école supérieure d'Edmundston entre 1917 et 1918. Il est ensuite directeur de l'école secondaire de Sussex entre 1920 et 1922. Il passe en tout treize ans comme enseignant et directeur.
Il obtient un baccalauréat en arts du Collège Saint-Joseph de Memramcook en 1926. Il obtient une maîtrise en arts en 1937.
Calixte Savoie est un nationaliste acadien. Il est secrétaire-trésorier de la Société l'Assomption de 1926 à 1957. En 1934, il lance une campagne de francisation à Moncton, qui cause des tensions avec les anglophones ainsi qu'au sein de l'élite acadienne. Il est l'un des fondateurs de l'Association acadienne d'éducation en 1936. Il dirige le journal L'Évangéline entre 1937 et 1942. Il reste membre du conseil d'administration jusqu'à sa fermeture en 1982. Il publie entretemps, en 1979, Mémoire d'un nationaliste acadien.
Il est nommé sénateur le 28 juillet 1955 sur avis de Louis St-Laurent et le reste en tant que sénateur indépendant plus de 15 ans jusqu'à sa démission le 23 août 1970. Il a aussi été consul honoraire de France à Moncton dans les années 1960.
Calixte Savoie meurt le 2 décembre 1985.